# Эчеверри, Клаудио
Кла́удио Хереми́ас Эчеве́рри (исп. Claudio Jeremías Echeverri; род. 2 января 2006) — аргентинский футболист, атакующий полузащитник английского клуба «Манчестер Сити» и молодёжной сборной Аргентины. Участник мужского футбольного турнира Олимпийских игр 2024 года в Париже. Считается одним из главных талантов Южной Америки.

## Клубная карьера
Воспитанник футбольной академии клуба «Ривер Плейт». В основном составе клуба дебютировал 22 июня 2023 года в матче аргентинской Примеры против «Институто».
В декабре 2023 года английский клуб «Манчестер Сити» согласовал трансфер Эчеверри за 25 млн евро. 2024 год аргентинец провёл на правах аренды в «Ривер Плейт».
17 мая 2025 года дебютировал в составе «Манчестер Сити», не отметившись результативными действиями. Первый гол за «Манчестер Сити» забил на Клубном чемпионате мира по футболу 2025 года в ворота «Аль-Айн» (ОАЭ).

## Карьера в сборной
В 2022 году дебютировал в составе сборной Аргентины до 17 лет. Весной 2023 года сыграл на чемпионате Южной Америки среди игроков до 17 лет, забив на турнире пять мячей. В ноябре 2023 года сыграл на юношеском чемпионате мира в Индонезии, забив голы в матчах против сборных Японии и Венесуэлы и сделав хет-трик в четвертьфинальном матче против Бразилии.

## Достижения
- Лучший бомбардир чемпионата Южной Америки для игроков до 17 лет: 2023 (5 голов, наряду с двумя другими игроками)